# حفل توزيع جوائز الأوسكار الستون
حفل توزيع جوائز الأوسكار الستون (بالإنجليزية: 60th Academy Awards)‏ هو حدث نظمته أكاديمية فنون وعلوم الصور المتحركة لتكريم أفضل الأفلام لسنة 1987. أقيم الحفل بتاريخ 11 أبريل، 1988 في شراين أوديتوريوم، لوس أنجلوس، كاليفورنيا. قامت شبكة هيئة الإذاعة الأمريكية ببثّ الحفل، وقدّمه شيفي تشيز. في هذه الدورة، فاز فيلم الإمبراطور الأخير بجائزة أفضل فيلم، وحاز الممثّل مايكل دوغلاس على جائزة أفضل ممثّل، ونالت الممثلة شير جائزة أفضل ممثّلةٍ، وكانت جائزة الأوسكار لأفضل مخرج من نصيب المخرج برناردو برتولوتشي.
أكثر الأفلام ترشيحاً للحصول على الجوائز هو فيلم الإمبراطور الأخير الذي تلقّى 9 ترشيحات وفاز بها كلها، وهو حدث تاريخي لم يحدث في جوائز الأوسكار منذ فيلم قصة الحي الغربي في سنة 1961.

## الجوائز
- جائزة أفضل فيلم:

الإمبراطور الأخير
- جائزة أفضل مخرج:

برناردو برتولوتشي
- جائزة أفضل ممثّل:

مايكل دوغلاس
- جائزة أفضل ممثّلة:

شير
- جائزة أفضل ممثّل مساعد:

شون كونري
- جائزة أفضل ممثّلة مساعدة:

أولمبيا دوكاكس
- جائزة أفضل سيناريو مقتبس:

الإمبراطور الأخير - برناردو برتولوتشي
- جائزة أفضل موسيقى تصويريّة:

الإمبراطور الأخير
- جائزة أفضل تأثيرات بصريّة:

الفضاء الداخلي
- جائزة أفضل خلط أصوات:

الإمبراطور الأخير

## وصلات خارجية
- حفل توزيع جوائز الأوسكار الستون على موقع IMDb (الإنجليزية)
- حفل توزيع جوائز الأوسكار الستون على موقع ميوزك برينز (الإنجليزية)
- الموقع الرسمي لجوائز الأكاديمية.
- الموقع الرسمي لأكاديمية فنون وعلوم الصور المتحركة.
- قناة جوائز الأوسكار على موقع يوتيوب (تُديره أكاديمية فنون وعلوم الصور المتحركة).
- مقتطفات فيديو من أكاديمية فنون وعلوم الصور المتحركة.